# Patricia Israel
Patricia Israel Korenblit (Temuco, 18 de febrero de 1939 - Santiago de Chile, 21 de noviembre de 2011) fue una pintora y grabadista chilena, adscrita a la corriente neoexpresionista que incursionó durante la Dictadura Militar de Augusto Pinochet en formas expresivas contestatarias y denunciantes de la situación política del país. Fue la primera mujer en ganar la Bienal Internacional de Arte de Valparaíso en 1991 con La llegada II.
Tras estudiar escultura con Tótila Albert Schneider, estudió pintura y grabado en la Universidad de Chile desde 1958 a 1962, donde fue alumna de Augusto Eguiluz, Gustavo Carrasco, José Balmes, Alberto Pérez y Eduardo Martínez Bonati, y se graduó con una licenciatura en artes visuales. En su obra «fluye un expresionismo gestual que colinda con la figuración aportada por una gráfica sólida, que luego es intervenida pictóricamente».
El año 2001 recibió una nominación al Premio Altazor de las Artes Nacionales en la categoría Pintura por El gran silencio, mientras que el año 2010 recibió otra nominación en Grabado y dibujo por Cuerpos Impresos; el año 2012 recibió este galardón en la categoría Pintura por Geografías.
Patricia Israel expuso de manera colectiva e individual en varios países de América Latina, Estados Unidos y Europa, mientras que algunas de sus obras se encuentran en la Casa de las Américas de La Habana, el Museo de Artes Visuales de Santiago, el Museo de Arte Moderno Chiloé, el Museo Nacional de Bellas Artes de Chile, el Museo de la Solidaridad Salvador Allende, entre otros.